# Žarometi 2017
II. podelitev medijskih nagrad žarometi – za leto 2017 − je potekala 22. aprila 2018 na odru Linhartove dvorane v Cankarjevem domu. Vodil jo je David Urankar (majhno voditeljsko vlogo sta imela tudi Rok Bohinc in Sašo Stare). Televizijskega ali spletnega prenosa prireditve ni bilo.

## Žirija
O zmagovalcih posameznih kategorij je odločala 25-članska »zvezdniška« žirija. Prejemnika dveh nagrad – za družbeno odgovorni projekt leta in za medijsko legendo – je izbralo uredništvo revije Vklop.
| - Jure Longyka - Stane Jerko - Rok Terkaj - Luka Marčetič - Jonas Žnidaršič | - Viktorija Potočnik - Simon Kardum - Saša Einsiedler - Urška Alič - Ana Klašnja | - Andrej Stare - Jean Frbežar - Jože Potrebuješ - Helena Blagne - Nina Osenar | - Igor Ribič - Ljerka Belak - Matjaž Javšnik - Simona Dakič Nemanič - Igor Samobor | - Barbara Hieng Samobor - Dragan Bulič - Tone Fornezzi - Tof - Miša Molk - Bernarda Jeklin |

## Nominiranci in zmagovalci
V vsaki kategoriji (razen družbeno odgovorni projekt in medijska legenda) so 3 nominirance izbrali bralci, tri pa je predlagalo uredništvo revije Vklop.
| Pesem leta | Glas leta |
| --- | --- |
| - Vsi smo na istem (Nipke & Trkaj ft. Artifex) - Ob kavi (Anabel) - Hočem le tebe (Modrijani & Isaac Palma) - Ni predaje, ni umika (BQL & Nika Zorjan) - Lagano (Challe Salle) - Jaz že vem, zakaj (Jan Plestenjak)                   | - Magnifico - Nina Pušlar - Jan Plestenjak - Lea Sirk - Helena Blagne - Modrijani |
| Zabavna TV-oddaja leta | Tekmovalna TV-oddaja leta |
| - Znan obraz ima svoj glas (POP TV) - Slovenski pozdrav (TVS) - Zvezde plešejo (POP TV) - Dan najlepših sanj (POP TV) - Ta teden z Juretom Godlerjem (Planet TV) - Vikend paket (TVS)                                                 | - Zvezde plešejo (POP TV) - The Biggest Loser Slovenija (Planet TV) - Znan obraz ima svoj glas (POP TV) - Masterchef Slovenija (POP TV) - Kdo bi vedel (TVS) - Male sive celice (TVS)           |
| Voditelj/ica informativne TV-oddaje leta | Gostitelj/ica razvedrilne TV-oddaje leta |
| - Manica Janežič Ambrožič (Dnevnik) - Darja Zgonc (24 ur) - Jerca Zajc Šušteršič (Planet danes) - Rosvita Pesek (Odmevi) - Edi Pucer (24 ur) - Jani Muhič (24 ur)                                                                     | - Peter Poles (Zvezde plešejo) - Denis Avdić (Znan obraz ima svoj glas) - Lili Žagar (Dan.) - Saša Jerković (Kdo bi vedel, Vem!) - Blaž Švab (Slovenski pozdrav) - Bernarda Žarn (Vikend paket) |
| Igralec leta | Igralka leta |
| - Jernej Šugman - Sebastian Cavazza - Matjaž Javšnik - Tadej Pišek - Primož Forte - Bojan Emeršič | - Nina Ivanič - Lara Komar - Maruša Majer - Tjaša Železnik - Mojca Funkl - Katarina Čas |
| Nabrušen TV-jezik leta | Spletna zvezda leta |
| - Jure Godler (Ta teden z Juretom Godlerjem) - Denis Avdić (Znan obraz ima svoj glas) - Urška Vučak Markež (Slovenski pozdrav) - Slavko Bobovnik (Odmevi) - Nika Ambrožič Urbas (Zvezde plešejo) - Jasna Kuljaj (Od junaka do težaka) | - Komotar minuta - Mami blogerke - Denise Dame - Cool Fotr - Lepa afna - Metina lista |
| Filmska zgodba leta | |
| - Košarkar naj bo - Stekle lisice - Milice 2 - Prebujanja - Rudar - Ivan | |

Družbeno odgovorni projekt leta
- Andrej Težak - Tešky za projekt Stand-up maratonec

Medijska legenda
- Elda Viler

## Podeljevalci
| Kategorija                      | Podeljevalci                     |
| ------------------------------- | -------------------------------- |
| pesem                           | Darja Gajšek in Jure Godler      |
| igralka                         | Lea Sirk in Bojan Emeršič        |
| nabrušen TV-jezik               | Teja Glažar in Marinka Štern     |
| tekmovalna TV-oddaja            | Ana Klašnja in Dejan Vunjak      |
| gostitelj razvedrilne TV-oddaje | Manca Špik in Isaac Palma        |
| zabavna TV-oddaja               | Natalija Verboten in Tadej Pišek |
| družbeno odgovorni projekt      | Marjana Vovk                     |
| filmska zgodba                  | Lara Komar in Domen Valič        |
| spletna zvezda                  | Blaž Švab in Challe Salle        |
| voditelj informativne TV-oddaje | Helena Blagne                    |
| igralec                         | Darja Zgonc in Slavko Bobovnik   |
| glas                            | Vesna Ponorac in Primož Vrhovec  |
| medijska legenda                | Borut Pahor                      |

## Glasbene točke
- Eroika Aromatika (O sole mio)
- Helena Blagne (Tattoo)
- Irena Yebuah Tiran, Klemen Bunderla in Elda Viler (Nora misel)